# József Bajnóczy

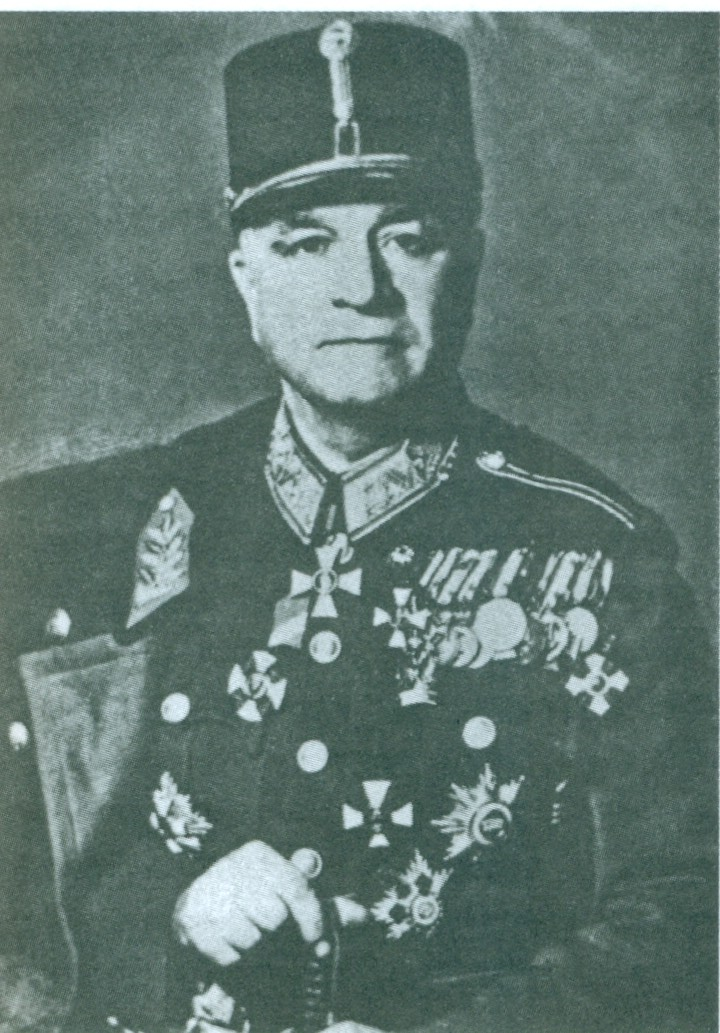
József Bajnóczy

Vitéz József Bajnóczy (* 27. Februar 1888 in Szinérváralja; † 12. Juni 1977 in Pilismarót) war ein Offizier und zuletzt Generaloberst der Königlich Ungarischen Armee (Magyar Királyi Honvédség). Er war zuletzt von 1941 bis 1944 stellvertretender Chef des Generalstabes sowie zugleich von 1943 bis 1944 auch stellvertretender Minister für Nationale Verteidigung.

## Leben

### Erster Weltkrieg und Zwischenkriegszeit
József Bajnóczy, Sohn des Arztes Géza Bajnóczy und dessen Ehefrau Mária Brenner, absolvierte die Königlich Ungarische Ludovika-Akademie und wurde als Leutnant der Streitkräfte von Österreich-Ungarn zum 72. Infanterie-Regiment nach Pozsony (heute Bratislava) versetzt, wo er bis 1912 diente. 1914 war er Absolvent der Theresianischen Militärakademie. Er nahm in verschiedenen Offizierpositionen am Ersten Weltkrieg teil und wurde zuletzt zum Oberleutnant (Főhadnagy) befördert. Nach Kriegsende wurde er im Dezember 1918 der 8. Abteilung des Kriegsministeriums (Hadügyminisztérium) zugeteilt. Nach dem Zusammenbruch der Monarchie war er während des Ungarisch-Rumänischen Krieges (April bis August 1919) militärischer Vertreter der Föderativen Ungarischen Sozialistischen Räterepublik (21. März bis 1. August 1919) in Prag.
Nach der Wiederherstellung des Königreichs Ungarn unter Reichsverweser Miklós Horthy am 29. Februar 1920 fand er verschiedene Verwendungen als Offizier sowie Stabsoffizier in der Königlich Ungarischen Armee (Magyar Királyi Honvédség). Er war anfangs militärischer Vertreter des neuen Kriegsministeriums, dann des Verteidigungsministeriums sowie ab Februar 1923 schließlich Militärattaché an der Botschaft in der Tschechoslowakei. Danach war er zwischen dem 1. September 1924 und dem 1. September 1928 Militärattaché an der Botschaft im Königreich Bulgarien und wurde in dieser Verwendung am 1. Mai 1926 zum Oberstleutnant (Alezredes) befördert. Nach seiner Rückkehr war er vom 1. August 1928 bis zum 1. Mai 1931 in die Gruppe VI im Ministerium für Nationale Verteidigung (Honvédelmi Minisztérium) abgeordnet und erhielt in dieser Verwendung am 1. November 1929 seine Beförderung zum Oberst (Ezredes). Daraufhin fand er zwischen dem 1. Mai 1931 und dem 1. Mai 1933 Verwendung als Instrukteur an der Königlich Ungarischen Militärakademie (Magyar Királyi Honvéd Akadémia) und vom 1. Mai 1933 bis zum 1. Mai 1936 Chef der Sektion 3 im Ministerium für Nationale Verteidigung. Daneben verfasste er seit 1932 Artikel für die Militärzeitschrift Magyar Katonai Szemle.
Im Anschluss war Bajnóczy zwischen dem 1. Mai 1936 und dem 1. August 1938 zunächst Kommandeur des 2. Infanteriekommandos sowie zuletzt Kommandeur des 3. Infanteriekommandos der 6. Gemischten Brigade (6. Vegyes Dandár) und erhielt in dieser Zeit am 1. Mai 1937 seine Beförderung zum Generalmajor (Vezérőrnagy). Danach fungierte er zwischen dem 1. August 1938 und dem 1. August 1939 als Kommandeur des Stabsoffizierkurses und vom 1. August 1939 bis zum 1. November 1941 als Kommandierender General des VI. Korps, wobei er in dieser Funktion am 1. Mai 1940 zum Generalleutnant (Altábornagy) befördert wurde.

### Zweiter Weltkrieg, das Massaker von Novi Sad und die „Operation Margarethe“
Während des Zweiten Weltkrieges war er zwischen dem 1. November 1941 und dem 19. April 1944 als Vertreter von General Ferenc Szombathelyi stellvertretender Chef des Generalstabes sowie Stellvertretender Oberkommandierender der Streitkräfte. Die Direktion des Stabschefs gab täglich Berichte über die „tschetnikisch-kommunistischen Bewegungen“ heraus, die von ihm zusammengestellt wurden. Es stellte sich heraus, dass der Generalstab die Zahl der Partisanen geschätzt hatte. Mit der Besetzung des Königreiches Jugoslawien durch die deutsche Wehrmacht im Balkanfeldzug von 1941 wurde die südliche Region der Bácská dem Königreich Ungarn, das zu jener Zeit zu den Achsenmächten gehörte, angegliedert. In Novi Sad ließ der ungarische Befehlshaber General Ferenc Feketehalmy-Czeydner vom 21. bis 23. Januar 1942 1246 beim Massaker von Novi Sad Zivilisten erschießen, darunter waren 809 Juden, 375 Serben, 8 Deutsche und 18 Ungarn. Mehrere hundert Zivilisten wurden unter das Eis der zugefrorenen Donau geworfen und ertränkt. Generalleutnant Bajnóczy erwartete in seinem täglichen Briefing für den Generalstabschef von der „Säuberungsaktion“, dass in Bácská für einen längeren Zeitraum „vollständige Ordnung“ hergestellt würde, weil sie in der Lage sein würden, alles zu beseitigen.
József Bajnóczy empfing am 1. April 1942 seine Beförderung zum Generaloberst (Vezérezredes) und war zugleich zwischen 1943 und 1944 auch noch stellvertretender Minister für Nationale Verteidigung. In einer Nachtsitzung des Kabinetts Kállay am 18. März 1944 warf Ministerpräsident Miklós Kállay die Idee des Widerstands gegen die deutsche Besetzung in die Diskussion ein, aber die anwesenden Offiziere wie des Leiters des Militärischen Nachrichtendienstes Gyula Kádár hielte diese Idee für militärisch unmöglich. Nach Mitternacht traf auch Bajnóczy bei Kállay ein und teilte ihm mit, dass eine dringende Nachricht seines Vorgesetzten eingetroffen sei, wonach deutsche Truppen in Ungarn einmarschieren würden. Noch bevor irgendein Plan skizziert werden konnte, wurde Bajnóczy ein Telegramm ausgehändigt, in dem der Chef des Generalstabes Szombathelyi, während er im Sonderzug des Regenten und Reichsverwesers Miklós Horthy saß, die militärische Anweisung des Regenten für irgendwelche Aktionen zurückzog. Am 19. März 1944 kam es dann tatsächlich zum Unternehmen Margarethe, die Militäroperation der deutschen Wehrmacht zur Besetzung Ungarns während des Zweiten Weltkriegs. Sechs Tage vor der Operation bat er am 13. März 1944 den deutschen Luftwaffenattaché General Heribert Fütterer zu sich, um mit diesem aufgrund der Ortsabwesenheit des deutschen Militärattachés General Hans von Greiffenberg über einen möglichen deutschen Einmarsch zu sprechen. Genau drei Monate nach der Operation Margarethe schied Bajnóczy am 19. Juni 1944 aus dem aktiven Militärdienst und trat in den Ruhestand.
József Bajnóczy war Nebenangeklagter in dem Prozess, der am 11. und 12. Oktober 1944 gegen Ferenc Szombathelyi und seine Gefährten geführt wurde.  Am 28. März 1946 wurde sein Eintritt in den Ruhestand vom Ständigen Zertifizierungsausschuss des Verteidigungsministeriums bestätigt.

## Hintergrundliteratur
- Charles D. Pettibone: The Organization and Order Of Battle of Militaries in World War II. Volume VII: German’'s and Imperial Japan’s Allies & Puppet States, 2012, ISBN 978-1-4669-0351-7 (Onlineversion (Auszug))
- Andris J. Kursietis, Antonio J. Munoz: The Hungarian Army and Its Military Leadership in World War II, 1999, ISBN 978-1-891227-28-8